# 科傑格沃維

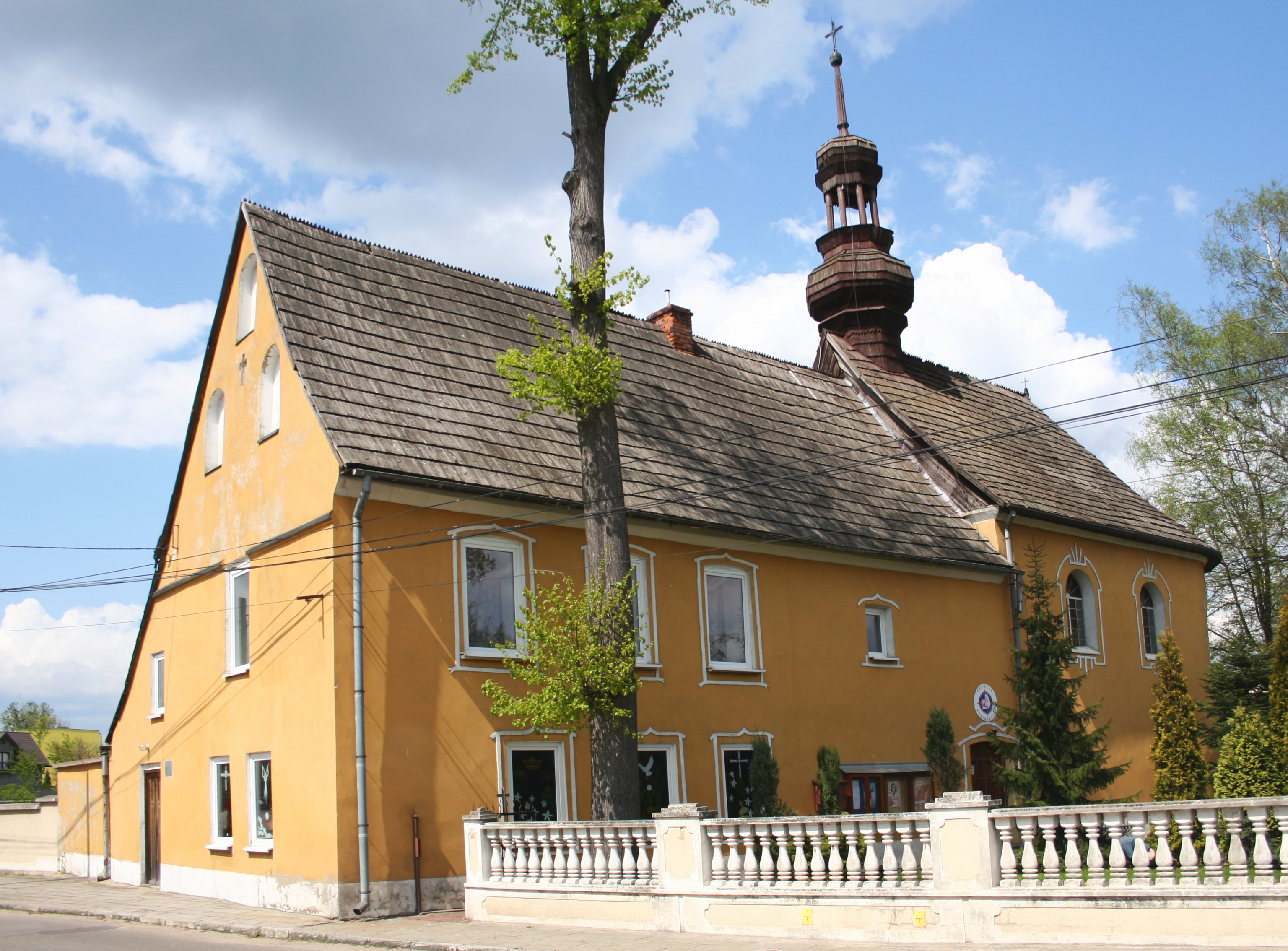

科傑格沃維是波蘭的城鎮，位於該國南部，由西里西亞省負責管轄，面積26.72平方公里，2006年人口2,505。在第三次瓜分波蘭中，該鎮在1795年被納入普魯士王國管治範圍。

## 外部連結
- Jewish Community in Koziegłowy （页面存档备份，存于） on Virtual Shtetl

50°36′N 19°10′E / 50.600°N 19.167°E